# James Carpenter

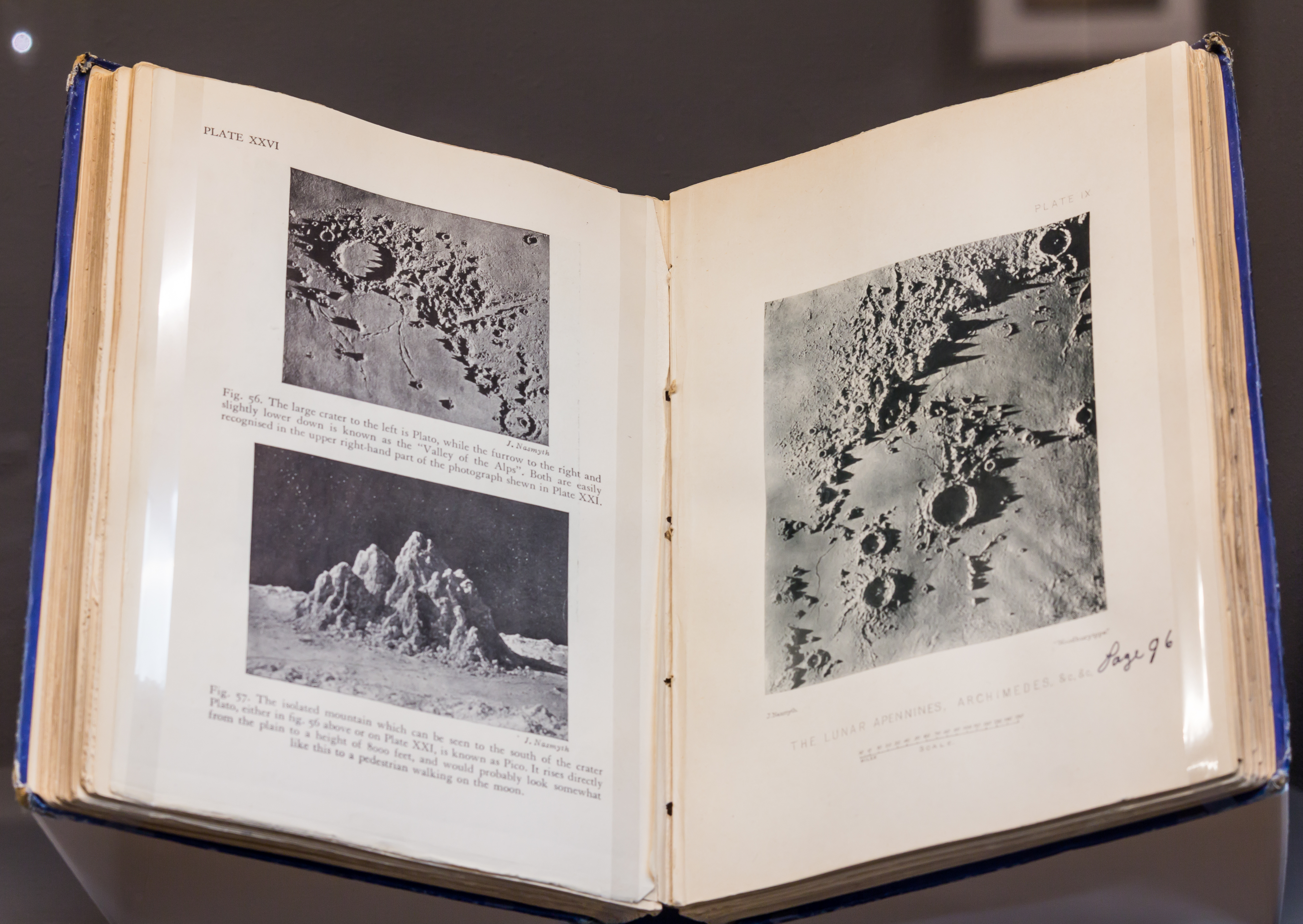
The moon considered as a planet, a world and a satellite

James Carpenter, född 1840, död 1899, var en brittisk astronom.
Carpenter studerade särskilt månens utseende och utgav tillsammans med James Nasmyth The moon, considered as a planet, a world and a satellite (1874).